# (37563) 1988 SG2
1988 أس جي 2 (ويعرف أيضًا باسم (37563) 1988 أس جي 2 وفق تسمية الكوكب الصغير) (بالإنجليزية: 1988 SG2)‏ هو كويكب ضمن حزام الكويكبات؛ وترتيبه 37563 من حيث الاكتشاف.
اكتُشف هذا الجُرم الفلكي بواسطة شيلت جون بوبي في 16 سبتمبر 1988.

## وصلات خارجية
- (37563) 1988 SG2 في قاعدة بيانات مختبر الدفع النفاث لأجرام النظام الشمسي الصغيرة

- الاكتشاف · مخطط المدار ·  العناصر المدارية · المعلمات المادية

- (37563) 1988 SG2 على موقع ويكي سكاي: DSS2, SDSS, GALEX, IRAS, Hydrogen α, X-Ray, Astrophoto, Sky Map, Articles and images